# Heterodon kennerlyi
Espèce
Synonymes
- Heterodon nasicus kennerlyi Kennicott, 1860

Heterodon kennerlyi est une espèce de serpents de la famille des Dipsadidae.

## Répartition
Cette espèce se rencontre au Texas aux États-Unis et en Aguascalientes, au Durango et au Coahuila au Mexique.

## Étymologie
Cette espèce est nommée en l'honneur de Caleb Burwell Rowan Kennerly (1829-1861).

## Publication originale
- Kennicott, 1860 : Descriptions of new species of North American serpents in the museum of the Smithsonian Institution, Washington. Proceedings of the Academy of Natural Sciences of Philadelphia, vol. 12, p. 328-338 (texte intégral).